# Charlie Norwood

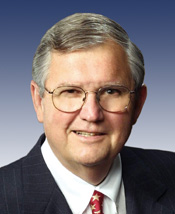
Charlie Norwood, vor 2008

Charles Whitlow „Charlie“ Norwood (* 27. Juli 1941 in Valdosta, Georgia; † 13. Februar 2007 in Augusta, Georgia) war ein US-amerikanischer Politiker. Von 1995 bis 2007 vertrat er den Bundesstaat Georgia im US-Repräsentantenhaus.

## Werdegang
Charlie Norwood besuchte bis 1959 die Baylor Military High School in Chattanooga (Tennessee) und danach bis 1964 die Georgia Southern University in Statesboro. Anschließend studierte er bis 1967 an der Georgetown University in Washington, D.C. Zahnmedizin. Zwischen 1967 und 1969 war er im zahnmedizinischen Dienst der US Army. Dabei wurde er auch in Vietnam eingesetzt. Danach arbeitete er als privater Zahnarzt.
Politisch wurde Norwood Mitglied der Republikanischen Partei. Bei den Kongresswahlen des Jahres 1994 wurde er im zehnten Wahlbezirk von Georgia in das US-Repräsentantenhaus in Washington gewählt, wo er am 3. Januar 1995 die Nachfolge von Clete Donald Johnson antrat. Nach sechs Wiederwahlen konnte er bis zu seinem Tod am 13. Februar 2007 im Kongress verbleiben. Von 2003 bis zum 3. Januar 2007 vertrat er als Nachfolger von Nathan Deal den neunten Distrikt. Im Januar 2007 wurde er nochmals Abgeordneter im zehnten Bezirk. Norwood setzte sich für eine bessere Einwanderungskontrolle ein und forderte die Entsendung von mehr Soldaten an die mexikanische Grenze zur Abwehr illegaler Einwanderer.
Im Jahr 2004 unterzog sich Norwood einer Lungentransplantation. Im Dezember 2006 wurde eine Krebserkrankung an der Leber entdeckt. Daraufhin erhielt er eine Chemotherapie. Aufgrund dieser Erkrankung konnte er in der Folge kaum noch an den Kongresssitzungen teilnehmen. Am 13. Februar 2007 erlag Charlie Norwood seiner Krankheit. Mit seiner Frau Gloria hatte er zwei Söhne. Sein Abgeordnetenmandat fiel nach einer Nachwahl an Paul Broun.